# Ракитное (Нововодолажский район)
Ракитное (укр. Рокитне) — село,
Ракитненский сельский совет,
Нововодолажский район,
Харьковская область, Украина.
Код КОАТУУ — 6324284501. Население по переписи 2001 года составляет 1167 (581/586 м/ж) человек.
Является административным центром Ракитненского сельского совета, в который, кроме того, входит село
Мокрая Ракитная.

## Географическое положение
Село Ракитное находится на левом берегу реки Мжа в месте впадения в неё реки Мокрая Ракитная.
Выше по течению на расстоянии в 6 км расположено село Бахметовка,
ниже по течению на расстоянии в 3 км расположено село Утковка (Харьковский район),
на противоположном берегу расположена небольшая часть села и село Ватутино.
Рядом проходит автомобильная дорога Р-51.
Река в этом месте заболочена, образует лиманы и старицы.
К селу примыкает несколько лесных массивов, в том числе урочище Ракитнянское (дуб, сосна).

## Происхождение названия
Название происходит от слова «ракита» (верба). Заросли ракит распространены в долинах и берегах реки Мжа.

## История
- Ракитное основано в 1699 году[3].
- Основателем села считается полковник Фёдор Григорьевич Донец-Захаржевский (ум. в 1705). Однако поселение могло быть основано и раньше, так как ряд источников[4] называют основателем села отца Донец-Захаржевского — полковника Григория Донца, который умер в 1690 году, то есть за 9 лет до предполагаемой даты основания села.
- После смерти Фёдора Донец-Захаржевского селом Ракитным владели его вдова и сын Иван, которые позже продали село липецкому сотнику Черняку.
- После смерти сотника Ракитным владела его вдова, которая вышла замуж за подполковника Куликовского. После её смерти в 1746 году село перешло по наследству мужу. В дальнейшем, вплоть до революции 1917 года, селом владел знаменитый слобожанский род Куликовских.
- В 1778 году Ракитное насчитывало 93 двора, где проживало 507 мужчин и 510 женщин. В XVIII веке в Ракитном в сентябре проходили ежегодные ярмарки, собиравшие купцов и население со всей округи.
- В 1805 году на средства полковника Михаила Матвеевича Куликовского был построен Храм Архангела Михаила. Эта большая каменная церковь выполнена в стиле классицизма и сохранилась до наших дней. Данный храм является главной достопримечательностью села.
- В начале 19 века переселенцы из Ракитного основали село Екатериновка (Лозовской район).
- Село входило в Ново-Водолажскую волость Харьковской губернии.[5]

## Экономика
- Свинотоварная ферма.
- ОАО «Агросервис».

## Объекты социальной сферы
- Школа.
- Ракитнянский профессиональный аграрный лицей.
- Дом культуры.
- Амбулатория семейной медицины.

## Достопримечательности

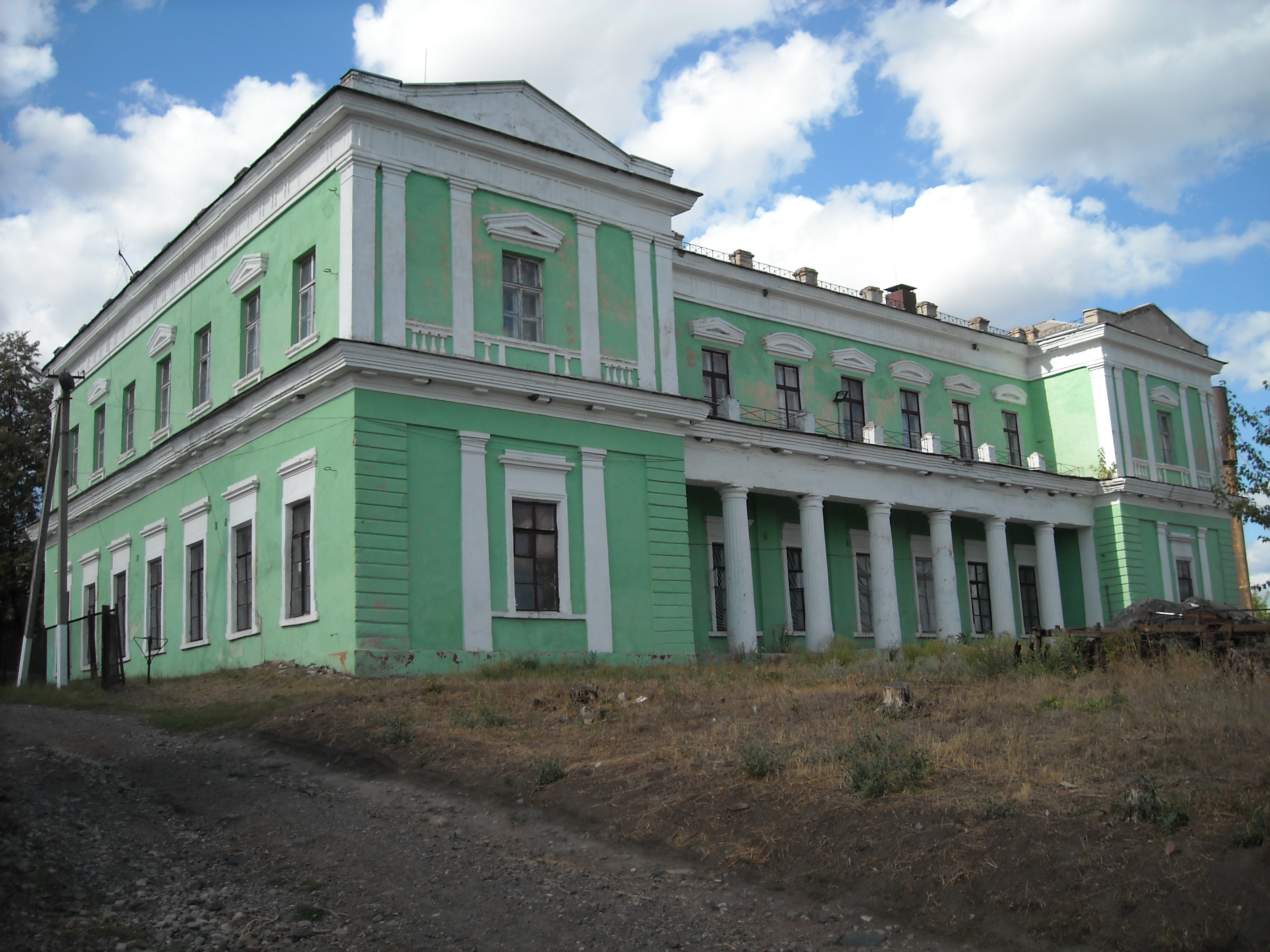
Усадьба Куликовских

- Усадьба Куликовских  начала XIX века.
- Братская могила советских воинов. Похоронено 99 воинов.
- Архангело-Михайловский храм

## Религия
- Архангело-Михайловский храм[6].